# 平安北道
平安北道（朝鲜语：／ Phyŏnganbuk do */?），是朝鲜民主主义人民共和国西北部的地方行政区。面积12,191平方公里，人口241万人（1993年）。1896年把平安道南北两分而成立。道政府所在新义州市。管辖3市22郡484里87洞31劳动地区。

## 概要
北方与中国辽宁省丹东市隔江相望。東与慈江道、南与平安南道接壤。西面是黄海。沿海地區主要是平地、東北部地區多山。水丰水库是朝鮮水力發電中心，道內有較發達的機械製造、電力、輕工業、地方工業和農業，其中在龟城市和龙川郡的机械工厂较多。宁边郡是朝鲜核开发中心。2004年4月，龙川火車站曾在金正日访华专列经过后不久发生爆炸事件。

## 行政区划
- 市部：新义州市 - 龟城市 - 定州市

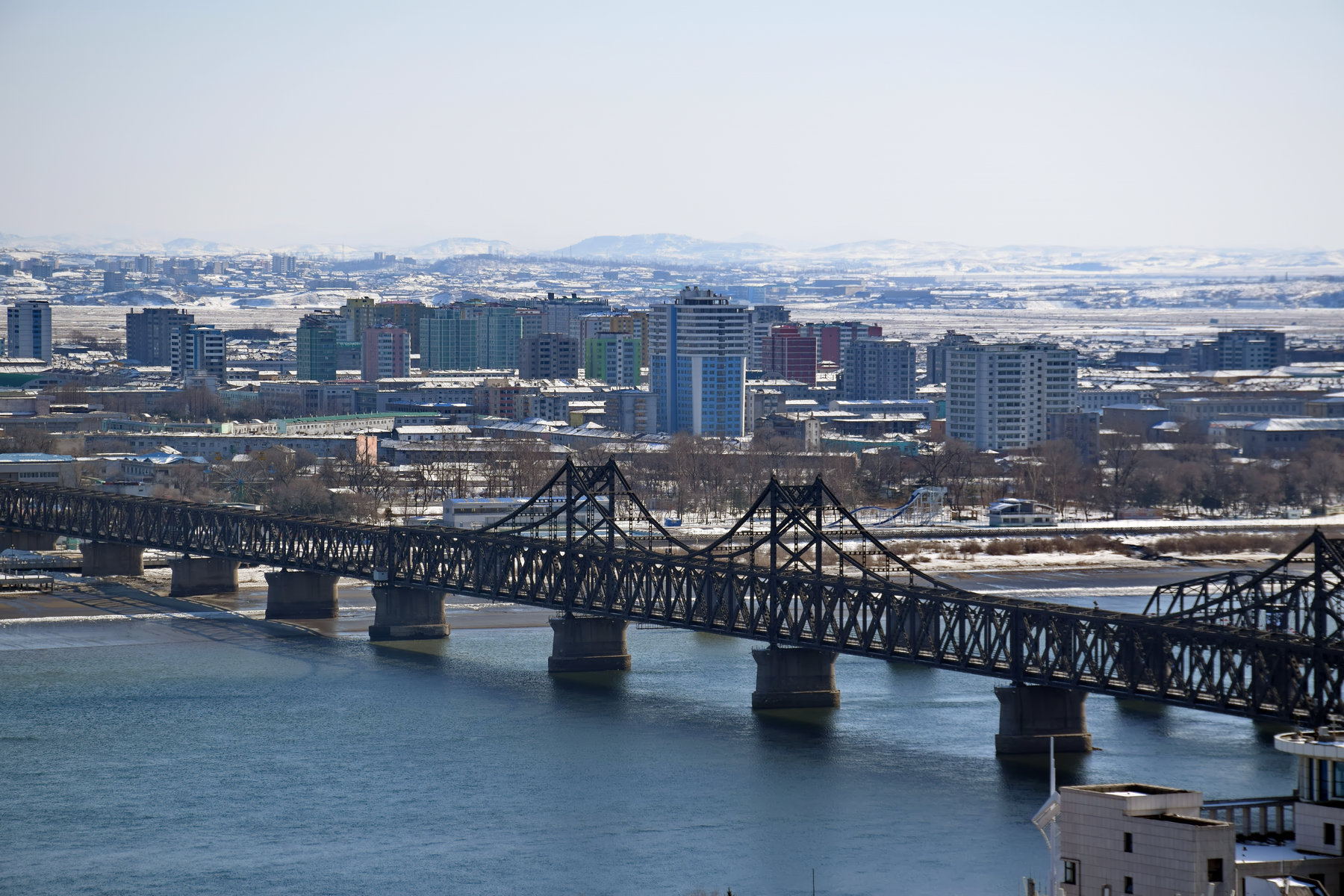
首府新义州市

- 郡部：枇岘郡 - 龍川郡 - 盐州郡 - 铁山郡 - 东林郡 - 宣川郡 - 郭山郡 - 云田郡 - 云山郡 - 博川郡 - 球场郡 - 泰川郡 - 天摩郡 - 义州郡 - 朔州郡 - 大馆郡 - 昌城郡 - 东仓郡 - 碧潼郡 - 宁边郡 - 薪岛郡

## 地方官员
- 朝鲜劳动党平安北道党委责任书记：金平海
- 平安北道人民委员会委员长：崔宗建

## 自然風物

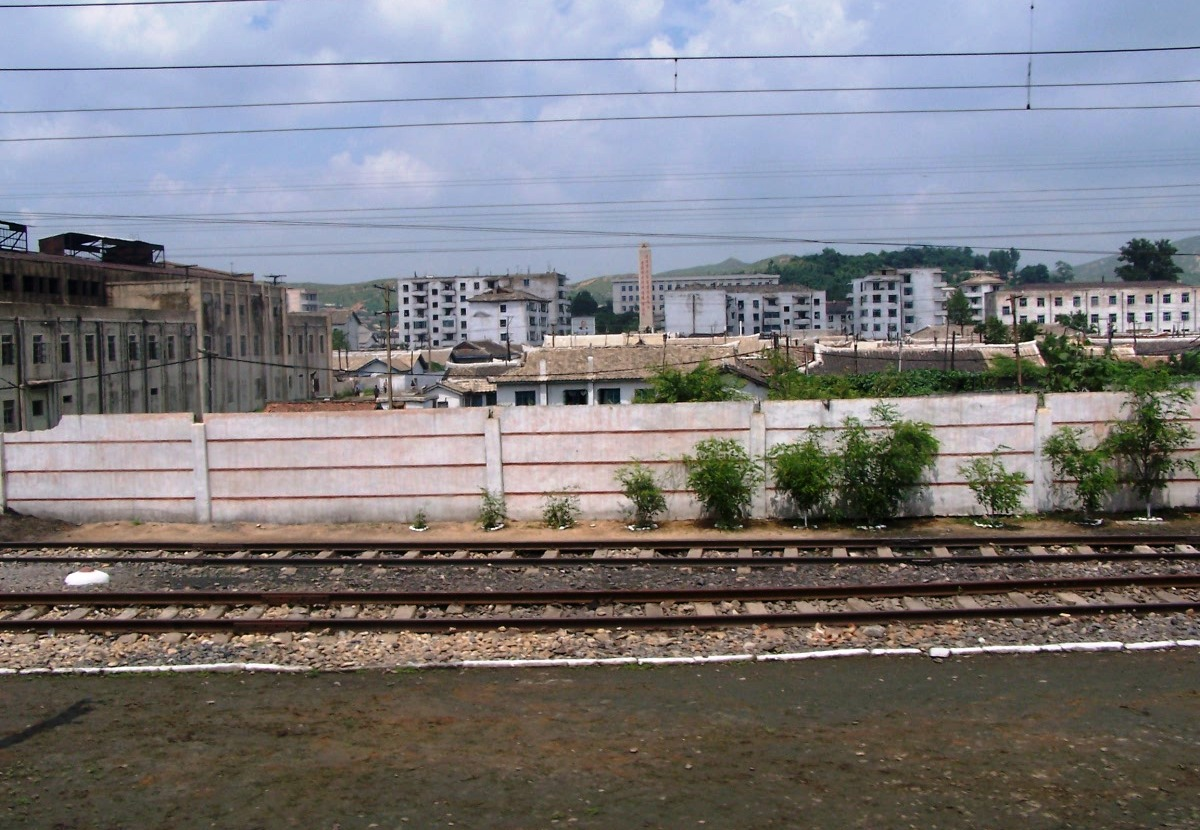
龙川火车站

- 長松防風林：位於鐵山郡境內。防風林在海岸邊，長4公里，寬100米，1860年間，鐵山郡的民眾在海岸一帶種植4平方公頃的沙質泥土上，以造成防風林。再種植40多平方公頃松樹林。生長100多年的松樹平均高15米。長松松樹防風林是西海岸一帶的一個特有景觀。
- 上院庵銀杏樹：位于香山郡的香岩里。這樹於公元1895年間種植，高18米，樹幹周長有2米多。
- 香山榆樹：位於香山郡的泰平里境內。此樹於1670年間種植，高20米，根部周長6.44米，樹冠直徑23米。此樹根部有些微的空心，但樹仍很健壯。
- 妙香山水曲柳：位於香山郡香岩里境內。此樹於1870年間自然生長，高21.5米，根部周長3.6米，樹冠直徑17米。
- 妙香山躑躅群落：位于香山郡香岩里境內，在佛影臺前院，一簇簇燦爛地開放。躑躅在5月開花，花期20多天。

## 觀光熱點
- 朝鮮關西八景
- 龍門溶洞：位于「球場郡」境內。溶洞在距今4億8,000萬年前形成的鐘乳石，由主洞、支洞、名勝組成。龍門溶洞是在北朝鮮最長的鐘乳石溶洞。溶洞裡有許多鐘乳石、石花等形成的奇異景觀。
- 龜城南門：龜州城的8扇城門裡，最宏偉的一扇。
- 東林瀑布：朝鮮關西八景之一
- 朝鮮金光寺：又名：「金剛寺」，位于有『義州金剛』的美譽之石崇山
- 六勝亭：位于寧邊郡，被譽為清川江以北樓亭之首。

## 特產

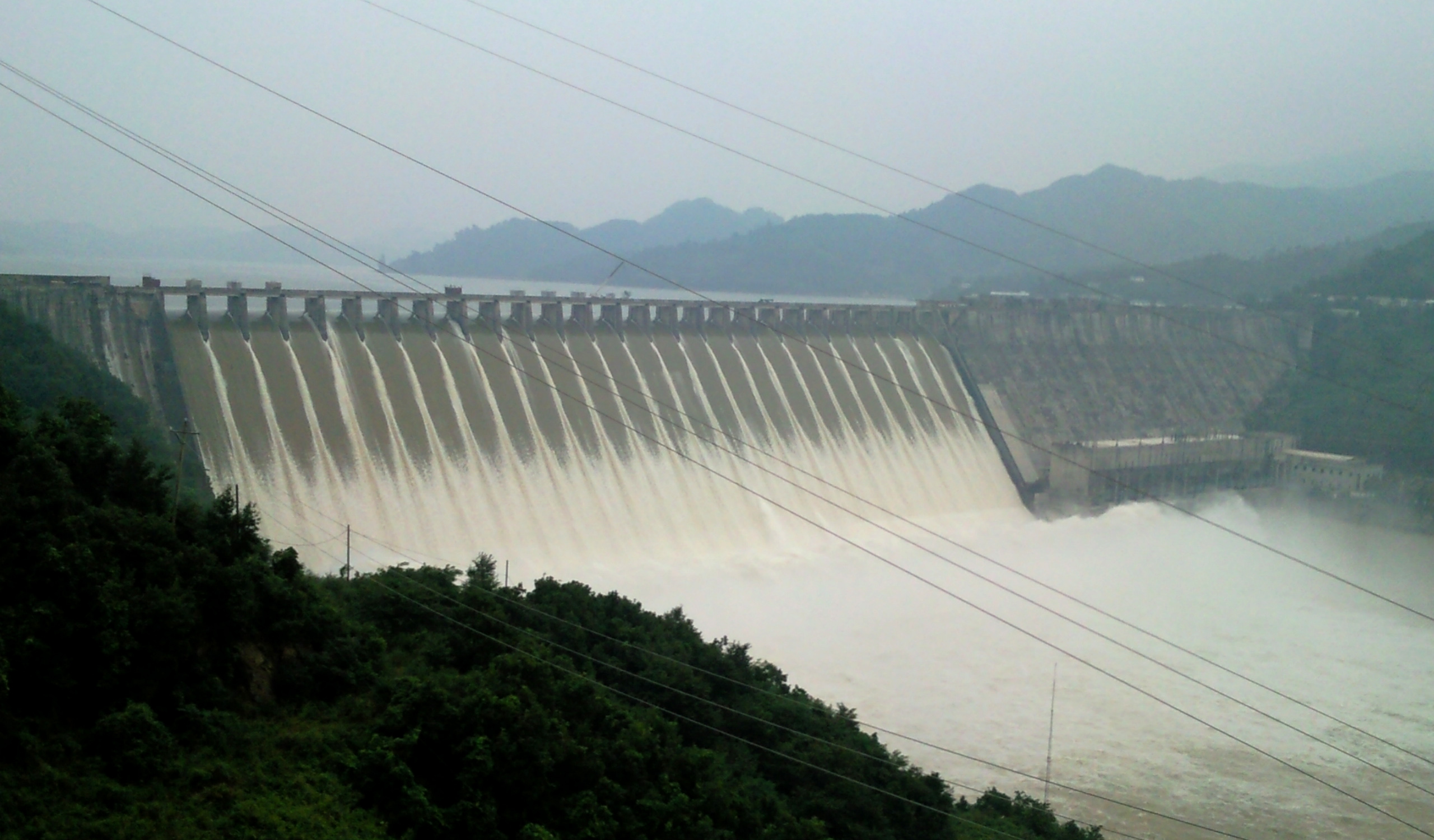
水豐水庫

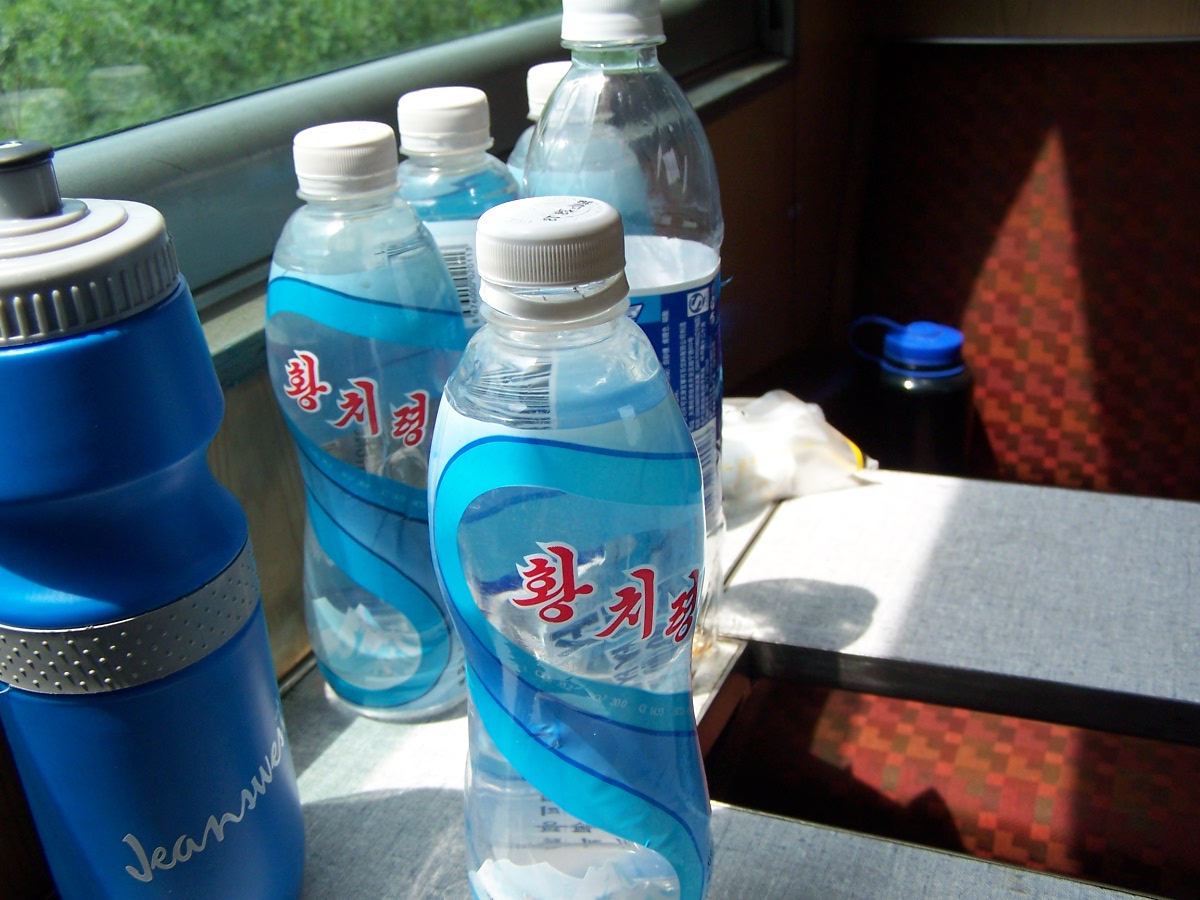
黃雉嶺泉水

- 黃雉嶺泉水：位於白馬山頂部的黃雉嶺就是泉源。泉水的水溫：攝氏10度，含有20多種礦物質、微量元素，對人的健康和長壽有幫助。

## 水利工程
- 白馬-鐵山引水工程：在2004年3月發始修建，水渠長約279.2公里。完工後，平安北道的幾萬平方公頃土地將得到灌溉，解決新義州特別行政區、「枇峴郡」、「鹽州郡」、「龍川郡」、「東林郡」、「鐵山郡」等地區的缺水困境。

## 著名的發電中心
- 寧邊核電廠
- 水丰水库：朝鮮水力發電中心
- 「泰川郡」正在建設多座電站，其中「泰川3號電站」等電站已經投入生產。2002年5月開始建設「泰川4號電站」。
- 銀興青年電站：位於「泰川郡」境內，它生產的電力能夠確保泰川郡城區的照明、在寒得來平原新建的銀興里第一作業班50多戶電氣供暖和向郡城地方工廠供電。

## 高等学校
- 車光秀新義州第一師範大學
- 新義州第二師範大學
- 新義州醫學大學
- 新義州農業大學
- 新義州公園大學
- 先天教員大學
- 核物理大學